# KFNB – Magnet
Die Dampflokomotive „MAGNET“ war eine Personenzuglokomotive der Kaiser Ferdinands-Nordbahn (KFNB). Sie war die einzige von der Lokomotivfabrik Longridge, Starbuck & Co. in Newcastle 1839 an die KFNB gelieferte Maschine und entsprach den typischen englischen Maschinen mit Achsformel 1A1 (vgl. „AUSTRIA“ und „VINDOBONA“).
Die Zylinder waren unter der Rauchkammer angeordnet und trieben die gekröpfte zweite Achse an.
Die „MAGNET“ wurde 1861 verschrottet.